# Accrophone
Accrophone est un groupe de hip-hop canadien, originaire de Québec, au Québec. Il est composé du rappeur Eman et de Claude Bégin, à la fois producteur, rappeur et chanteur. Même si ce groupe n'est plus actif, le duo œuvre toujours ensemble au sein du collectif Alaclair Ensemble.

## Biographie
Le groupe est formé à la fin des années 1990, et plus précisément en 1993. Plus d'une décennie après sa formation initiale, le groupe sort son premier album, Duo du balcon, en 2005. Cette même année, le groupe part en tournée locale en soutien à son album, jouant même aux FrancoFolies de Montréal.
Duo du balcon est suivi deux ans plus tard par J'thème, en 2007. Là encore, le groupe tourne en soutien à l'album, passant notamment au Festival d'été de Québec.
À la suite de plusieurs collaborations avec d'autres acteurs de la scène hip-hop de Québec, Accrophone participe au collectif Movèzerbe, réunissant avec eux Les 2 Tom, KNLO, Karim Ouellet, Boogat et Abid, qui publie Dendrophile en 2009. L'année suivante, les deux musiciens se retrouvent encore une fois au cœur d'un collectif hip-hop, Alaclair Ensemble, qui sort son premier album, 4,99, en 2010. Quelques mois plus tard, le duo fait paraître le dernier album portant le nom d'Accrophone : Beat Session vol. 1. Cet album instrumental est libéré de droits d'auteur, et invite du coup la communauté à utiliser ses pièces dans la création de nouvelles chansons. En 2009, le groupe joue à Pékin, en Chine.
Depuis leur dernier album (J'thème), Accrophone reste très actif, créant en filigrane à travers le collectif Alaclair Ensemble. Les deux membres ont également des projets à part. Eman a dévoilé un EP en 2012 (E.M.M.A.N.U.E.L.) et un album studio en 2014 (XXL), produits par Vlooper. Sept ans après J'thème, Eman confie en 2014 concernant le groupe : « J’avais besoin d’être le maillon d’un truc, pas d’en être le capitaine. » Claude Bégin a, quant à lui, sorti son premier projet solo en 2015 avec Les magiciens.
En janvier 2021, le groupe lance une nouvelle chanson : On cherche plus on trouve.

## Discographie

### Albums studio
- 2005 : Duo du balcon (Districk Music)
- 2007 : J'thème (Districk Music)
- 2010 : Beat Session, vol. 1 (Districk Music)

### Participations
- Dendrophile - Movèzerbe (Districk Music), 2009
- 4,99 - Alaclair Ensemble (indépendant), 2010
- Le Roé c'est moé - Alaclair Ensemble (indépendant), 2011
- Dans l'South du bas E.P. - Alaclair Ensemble (indépendant), 2012
- America mixtape - Alaclair Ensemble (indépendant), 2012
- Les maigres blancs d'Amérique du Noir - Alaclair Ensemble (indépendant), 2013
- Toute est impossible - Alaclair Ensemble (indépendant), 2014
- Les frères cueilleurs - Alaclair Ensemble (Disques 7e Ciel), 2016

### Autres apparitions
- Merci sur Tête dans la lune - Les 2 Tom (Rico Rich Productions), 2006
- Le Feu sur Patte de salamandre - Boogat (Disques HLM), 2006
- Producteur de Plume - Karim Ouellet, (Abuzive Musik), 2011
- Touladis - Alaclair Ensemble (indépendant), 2011
- Producteur de Fox - Karim Ouellet, (Abuzive Musik), 2012
- Faible pour toi sur Argent Légal - Rednext Level, (Coyote Records), 2016
- producteur de 'Trente - Karim Ouellet, (Coyote Records), 2016

## Distinction
- 2005 : ADISQ - nommé dans la catégorie « album de l'année » - hip-hop[9]